# Deutsche Leichtathletik-Meisterschaften 1901
Die 4. Deutschen Leichtathletik-Meisterschaften wurden mit nur zwei Disziplinen am 22. September 1901 in Hamburg (100 Meter) und am 30. Juni in Berlin (200-Meter-Lauf) ausgetragen. Im Gegensatz zum Vorjahr stand der 1500-Meter-Lauf 1901 nicht auf dem Meisterschaftsprogramm.

## Zeitplan und Austragungsorte
| Datum         | Disziplin | Ort                                      |
| ------------- | --------- | ---------------------------------------- |
| 30. Juni      | 200 m     | Berlin                                   |
| 22. September | 100 m     | Hamburg, Eisbahn-Verein vor dem Dammthor |

## Medaillengewinner
| Disziplin | Gold                              | Leistung | Silber                             | Leistung | Bronze                           | Leistung |
| --------- | --------------------------------- | -------- | ---------------------------------- | -------- | -------------------------------- | -------- |
| 100 m     | Max Wartenberg (Britannia Berlin) | 11,0 s   | Hans Schmidt (SC Germania Hamburg) | 11,2 s   | Julius Peck (Eintracht Hannover) |          |
| 200 m     | Max Wartenberg (Britannia Berlin) | 24,2 s   | August Raedel (BFC Fortuna 1894)   |          | Max Schöps (Hallescher FC 1896)  |          |